# Tarcie suche
Tarcie suche występuje wtedy, gdy między współpracującymi powierzchniami nie ma żadnych ciał obcych, np.: środka smarnego lub wody. Jest ono intensywne podczas ślizgania się materiałów chropowatych.
Występowanie tarcia suchego w przypadku połączenia ruchowego elementów maszyn jest szkodliwe, gdyż powoduje wydzielanie się dużej ilość ciepła, spadek wytrzymałości oraz zużywanie się współpracujących części. Natomiast w połączeniach spoczynkowych jest korzystne (np. tarcie opony o jezdnię), gdyż pozwala na przeniesienie bez poślizgu dużych sił pomiędzy współpracującymi elementami.